# Bělská tabule
Bělská tabule je geomorfologický okrsek v severní části Středojizerské tabule, ležící v okresech Mladá Boleslav a Česká Lípa. Jakýmsi centrem okrsku je město Bělá pod Bezdězem, východní hranice okrsku dosahuje téměř k Bakovu nad Jizerou a Mnichovu Hradišti, na jihu je hraniční obec Březovice, na severu u Kuřívod zasahuje území okrsku do obory Židlov.

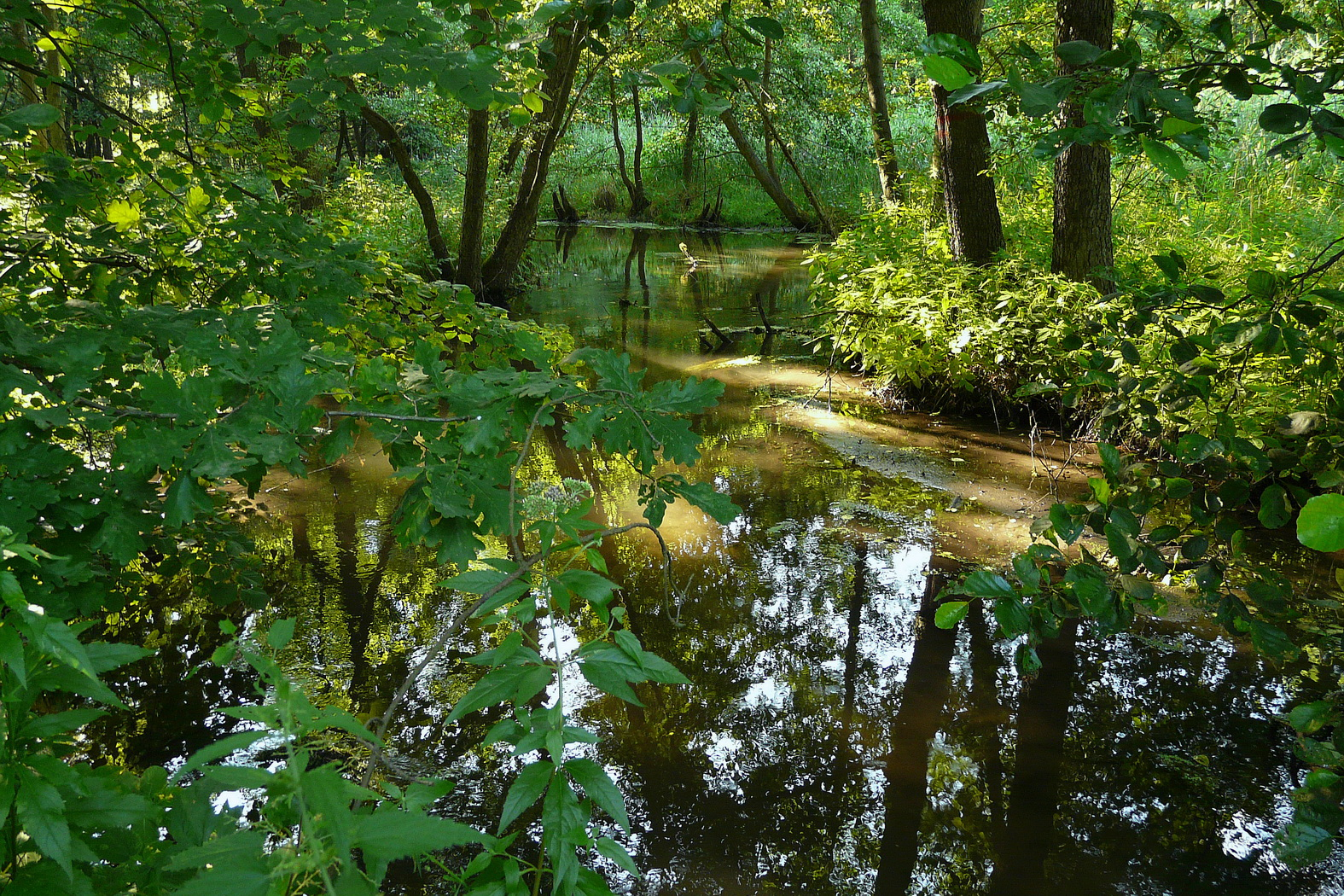
Říčka Bělá v NPP Klokočka

## Geomorfologické členění
Okrsek Bělská tabule náleží do celku Jizerská tabule a podcelku Středojizerská tabule. Dále se člení na podokrsky Radechovská pahorkatina na severu a v centru, Bukovinská tabule na východě a Březinská tabule na jihozápadě. Tabule sousedí na jihu s druhým okrskem Středojizerské tabule, Skalskou tabulí, na západě ji svírá Ralská pahorkatina a z východu Jičínská pahorkatina.

## Významné vrcholy
Nejvyšším vrcholem Bělské tabule, potažmo celé Jizerské tabule, je Rokytská horka (410 m n. m.)
- Rokytská horka (410 m), Radechovská pahorkatina
- Jezovská horka (400 m), Radechovská pahorkatina
- Radechov (392 m), Radechovská pahorkatina
- Orlí (381 m), Radechovská pahorkatina
- Lysá hora (365 m), Radechovská pahorkatina
- Malý Radechov (357 m), Radechovská pahorkatina
- Komošín (351 m), Březinská tabule
- Šibeniční vrch (337 m), Radechovská pahorkatina